# Rivière Plate (Rimouski-Neigette)
Pour les articles homonymes, voir Plate et Rivière Plate.
La rivière Plate coule dans la région administrative du Bas-Saint-Laurent, au Québec, au Canada, successivement dans les municipalités régionales de comté suivantes :
- MRC de Témiscouata : municipalité de Saint-Pierre-de-Lamy ;
- MRC de Rivière-du-Loup : municipalités de Saint-Hubert-de-Rivière-du-Loup et de Saint-Cyprien.

La rivière Plate est un affluent de la rive sud-est de la rivière Toupiké laquelle coule vers le nord jusqu'à la rive sud de la rivière des Trois Pistoles ; cette dernière coule à son tour vers le nord jusqu'au littoral sud-est du fleuve Saint-Laurent où elle se déverse dans la municipalité de Notre-Dame-des-Neiges, dans la municipalité régionale de comté (MRC) des Basques.

## Géographie
La rivière Plate prend sa source en zone forestière et montagneuse, tout près (du côté nord-ouest) du chemin Principal, dans la municipalité de Saint-Pierre-de-Lamy, au cœur des monts Notre-Dame. Cette source est située à 39,4 km au sud-est du littoral sud-est de l'estuaire du Saint-Laurent, à 0,7 km au nord du centre du village de Saint-Pierre-de-Lamy, à 9,2 km à l'est du centre du village de Saint-Hubert-de-Rivière-du-Loup et à 11,4 km au sud-est du centre du village de Saint-Cyprien (Rivière-du-Loup).
À partir de sa source, la rivière Plate coule sur 12,2 km à travers le massif des Appalaches, répartis selon les segments suivants :
- 1,0 km vers le nord-est dans Saint-Pierre-de-Lamy, jusqu'à la limite de Saint-Cyprien ;
- 2,2 km vers le nord, jusqu'à la limite de Saint-Hubert-de-Rivière-du-Loup ;
- 0,5 km vers le nord-est, jusqu'à la limite de Saint-Cyprien (Rivière-du-Loup) ;
- 0,8 km vers le nord-est, jusqu'à la confluence d'un ruisseau (venant du sud) ;
- 3,3 km vers le nord, jusqu'au chemin du Canton ;
- 2,6 km vers le nord, jusqu'à la confluence de la décharge (venant de l'est) du lac de la Rivière-Plate ;
- 1,8 km vers le nord, jusqu'à la sa confluence.

La rivière Plate se déverse dans Saint-Cyprien sur la rive sud-est de la rivière Toupiké, laquelle coule vers le nord jusqu'à la rive sud de la rivière des Trois-Pistoles. La confluence de la rivière Plate est située à 2,0 km au sud du centre du village de Saint-Cyprien.

## Toponymie
Le qualificatif « plat » (ou plate au féminin) peut qualifier le segment intermédiaire de 9,4 kilomètres de son cours comportant une dénivellation de seulement 21 mètres, soit entre la limite de Saint-Hubert-de-Rivière-du-Loup et de Saint-Cyprien, jusqu'à la confluence de la décharge du lac de la Rivière-Plate.
Le mot plat provient du latin populaire « plattus », lequel a lui-même été emprunté au grec « platus », signifiant « étendu, large, plan ».
Le toponyme « rivière Plate » a été officialisé le 5 décembre 1968 à la Commission de toponymie du Québec.